# Комсомолец (футбольный клуб)
Комсомолец — советский футбольный клуб из Ленинграда. Основан не позднее 1959 года.

## Достижения
- Во второй лиге — 15 место (в зональном турнире РСФСР класса «Б» 1968 год).

## Известные тренеры
- Бондаренко, Геннадий Борисович.